# WABAG
Die VA TECH WABAG Ltd. ist eine weltweit tätige indische Firmengruppe, die auf den Bau von umwelttechnischen Anlagen mit den Schwerpunkten Wasser und Abwasser spezialisiert ist. Im Firmennamen ist zwar das Wort „WABAG“ enthalten, aber in Deutschland ist das ehemalige mittelständische deutsche Unternehmen WABAG, von der dieses Wort der Gruppe ursprünglich übernommen wurde, nach dem Verkauf der letzten Nachfolgefirma 2004 nicht mehr aktiv. Die ehemalige deutsche Firma WABAG war, wie die aktuelle internationale VA Tech WABAG Gruppe, ebenfalls auf den Bau von umwelttechnischen Anlagen mit den Schwerpunkten Wasser und Abwasser im In- und Ausland spezialisiert.
Wie fast alle ehemaligen größeren deutschen Firmen und Konzerntöchter oder deren Abteilungen, die auf dem Gebiet des Anlagenbaus für Wasser- und Abwasser bis zur Jahrtausendwende im In- und Ausland tätig waren, hat auch die WABAG ihre geschäftlichen Aktivitäten in Deutschland inzwischen eingestellt. Nachfolgend wird in den beiden Kapiteln „ehemalige WABAG“ und „aktuelle VA TECH WABAG“ die Entwicklung dieser beiden Firmen angeführt.

## Geschichte

### Ehemalige WABAG

#### Zusammenfassung
Die Geschichte der WABAG ist ein Beispiel für die Umbrüche in der deutschen Industrie seit den letzten Dekaden. Die WABAG wurde 1924 in Breslau als selbständiges Unternehmen gegründet und nach dem Zweiten Weltkrieg in Kulmbach als „"Wabag" Wasserreinigungsbau Verwaltungsgesellschaft mbH“ wieder aufgebaut. Sie gehörte in der zweiten Hälfte des vergangenen Jahrhunderts zu den größten und wichtigsten deutschen Unternehmen auf dem Gebiet wassertechnischer Anlagen, die viele Verfahren und Anlagenbauteile entwickelte und in die Praxis einführte. Im Laufe ihrer Geschichte meldete beispielsweise die WABAG 120 Patente an.
Mit dem Einstieg der Deutschen Babcock 1973 und der vollständigen Übernahme 1986/87 verlor die WABAG ihre Selbständigkeit und wurde eine Tochterfirma der Babcock. Der Name dieser Tochterfirma war „"Wabag" Wassertechnische Anlagen GmbH“. Nach der völligen Übernahme durch die Deutsche Babcock wurde in Deutschland das Geschäft der WABAG zuerst als Tochterfirma weitergeführt. Bis Mitte der 1990er Jahre wurden einige Niederlassungen im Ausland und zum Beispiel 1992 in Deutschland die Tochterfirma „Wabag Leipzig GmbH“, Sitz in Markkleeberg gegründet. Diese Tochterfirma verlegte 1996 ihren Sitz von Markkleeberg nach Zwenkau.
In Deutschland wurde die Wabag 1995 eine Tochterfirma der „BOAG Balcke-Dürr AG, Ratingen“. Letztere gehörte zur Deutschen Babcock. 1999 erfolgte der Zusammenschluss der Deutschen Babcock mit dem VA-Technologie-Konzern in Österreich. Im Zuge der Umorganisation dieser neuen Gruppe wurde am 10. August 2000 die „VA TECH WABAG GmbH & Co. KG Kulmbach“ gegründet. Bereits einen Tag später wurde diese neue Gesellschaft mit der Tochterfirma „Wabag Leipzig GmbH“ zur „VA TECH WABAG GmbH & Co. KG Leipzig“ mit Sitz in Zwenkau verschmolzen. Eine weitere Änderung war am 21. August 2000 die Verschmelzung mit der „VA TECH Esmil GmbH & Co. KG Ratingen“. Vor der Auflösung der deutschen Tochter der „VA TECH Österreich“ folgte noch eine Namensänderung der 2000 gebildeten Wabag Leipzig am 14. Januar 2004 zur „VA TECH WABAG Deutschland GmbH, Zwenkau“.

Als 2005 der Siemens-Konzern den VA-Technologie-Konzern übernahm, wurde die deutsche Tochterfirma VA TECH Deutschland GmbH, Zwenkau einschließlich der französischen VA TECH Aktivitäten an die französische VEOLIA-Gruppe veräußert. Die aufgelöste „VA TECH WABAG Deutschland GmbH, Zwenkau“ wurde am 14. Januar 2004 im Handelsregister gelöscht. Es folgte die Abspaltung und Bildung der „Wabag Wassertechnik GmbH, Zwenkau“ am 22. Juli 2004 von der VA TECH Deutschland und die Eintragung dieser Abspaltung in das Handelsregister am 3. September 2004.
Seit 2004 gehört das letzte Nachfolgeunternehmen in Deutschland mit direkten Bezug zur Wabag zur Veolia-Gruppe und war deren Tochterfirma. Alle anderen VA TECH Wasser- und Abwasseraktivitäten wurden 2007 von Siemens Österreich an die VA TECH WABAG India Ltd. weitergereicht.
Am 18. Februar 2005 wurde die „Wabag Krüger GmbH“ gebildet. Diese Krüger Wabag GmbH wurde am 14. September 2005 eine Tochter der Holding von „Veolia Water Systems Deutschland Holding GmbH, Siershahn“ und am 25. November 2005 im Handelsregister Leipzig eingetragen. Muttergesellschaft war die Veolia Water, in der die weltweiten Aktivitäten der Veolia für den „Sektor Wasser“ zusammengefasst sind. Die Krüger Wabag GmbH bestand nach dem Verkauf an die Veolia als Krüger Wabag GmbH weiter und wurde 2005 die Tochter der „VWS Deutschland GmbH“. Mit dem zu diesem Zeitpunkt bereits zur Veolia Water gehörenden Unternehmen „Elga Berkefeld GmbH, Celle“ wurde 2009 die Krüger Wabag GmbH zur „VWS Deutschland GmbH“ verschmolzen. Letztere war bis 2015 aktiv und bot Wassertechnische Anlagen in und von Deutschland aus an.
In der zweiten Hälfte des Jahres 2015 erfolgte eine Neuordnung der Wasseraktivitäten von Veolia Water in Deutschland. Unter dem Firmennamen „Veolia Water Technologies Deutschland GmbH“ wurden die bisherigen Firmen „VWS Deutschland GmbH“, „VWS Aquafab GmbH“, „Aquantis GmbH“ und „PMT Plastik-Metallo-Technologie GmbH“ verschmolzen. Die Verschmelzung der VWS Deutschland GmbH wurde am 10. September 2015 im Handelsregister eingetragen.
Seit 2009 sind somit die ehemalige WABAG und deren Nachfolgefirmen unter dem Namen Wabag in Deutschland nicht mehr tätig. Als Handelsname wurde Krüger Wabag jedoch erst 2014 im Handelsregister gelöscht. Allerdings gibt es ein Unternehmen, das 2003 am ehemaligen Standort der WABAG in Kulmbach von einigen ehemaligen Wabag-Mitarbeitern neu gegründet wurde und die weiterhin wassertechnische Anlagen als „Wasser Bau Gesellschaft Kulmbach mbH (WBG)“ vertreibt.
Nachfolgend eine ausführlichere Chronologie von der Entwicklung der Wabag zur Internationalen Wabag und deren Ende in Deutschland.

#### Gründung
Am 1. August 1924 gründete der Kaufmann Max Reeder in Breslau die „WABAG Wasserreinigungsbau Ges. mbH“. Das Geschäftsziel war „die Schaffung von Anlagen für die Aufbereitung von Wasser, welches im Rohzustand zur Verwendung als Trinkwasser oder für die Industrie nicht geeignet ist“. Im Jahre 1925 kam der Jungingenieur Alfred Kretzschmar zur WABAG und stieg bald zum Oberingenieur und Prokuristen auf.
Eine der Neuentwicklungen des Unternehmens war die Erfindung der WABAG-Filterdüse. Auf der Brauereiausstellung 1926 in München wurde der WABAG-Kiesfilter vorgestellt. Die Verbesserung der Technik für Filteranlagen ermöglichte eine Monopolstellung im Bau von Großfilteranlagen. Es folgte 1934 die Entwicklung der Schnellfilteranlagen.

#### Vorkriegsjahre
In den Jahren 1934 bis 1939 wurden Aufbereitungen für chemische Betriebe, Kommunen, Talsperren, Wasserwerke, Papierfabriken und Zellwolle gebaut. Im Ausland wurden offene Filteranlagen in Ankara und Izmir, ein Wasserwerk in Prag, eine Druckfilteranlage in Rio de Janeiro und die Entsäuerungen in Athen und Rorschach/Schweiz gebaut.
Ende 1939 war WABAG in der Neudorfer Straße (heute ulica Komandorska) in Breslau auf über 100 Mitarbeiter angewachsen. Während des Krieges wurden Provisorien und Rekonstruktionen von zerstörten Trinkwasseranlagen zur Hauptaufgabe. Bis 1944 wurden 60 Badewasseraufbereitungen und die erste Entsalzung mittels der Technik des Ionenaustausches realisiert. In den Kriegsjahren wurden weiterhin Anlagen für die Aufbereitung von Kesselspeisewasser und Kühlwasser und zur Enteisenung und Entmanganung von Rohwässern errichtet.
Gegen Ende des Krieges Anfang 1945 wurde bei Kämpfen um Breslau die Gebäude und Werkstätten der WABAG völlig zerstört. Der Gründer des Unternehmens, Max Reder, gilt seitdem als verschollen.

#### Nachkriegsjahre
Nach dem Krieg begann im Juni 1945 in Kulmbach unter Führung von Alfred Kretzschmar der Wiederaufbau des Unternehmens. Es begann mit der Instandsetzung von bombardierten Anlagen für die Wasseraufbereitung. Der Aufbau der Wabag erfolgte auf einem Gelände in der Lichtenfelser Straße, dass von der amerikanischen Militärregierung zugeteilt worden war. 1949 wurden wieder 40 Personen beschäftigt. Der damalige Mangel an Stahl führte zur Entwicklung und dem Bau der ersten Betonfilter für die Wasserreinigung.

#### Die Wirtschaftswunderjahre
In den Jahren 1951 bis 1958 folgte ein Boom für den Bau wassertechnischer Anlagen. Schwerpunkt war die Trinkwasseraufbereitung, die weltweit, z. B. 1954 in Karachi und Lahore, für die Aufbereitung von Flusswasser zum Schwerpunkt wurde. 1954 wurde das neue Verwaltungs- und Betriebsgebäude in Kulmbach fertiggestellt und die Belegschaft war auf über 100 Personen angestiegen. Die WABAG agierte als Generalunternehmer für den Bau von etwa 200 Hallenbädern in Deutschland. Ende der 50er Jahre tätigte man erhebliche Exporte nach Italien, insbesondere für die Porzellanindustrie, sowie Vollentsalzungsanlagen für Stahlwerke. Erwähnenswerte Patente aus dieser Zeit um 1957 sind Neuentwicklungen für Druckfilter, Düsenböden und die fortlaufende Enthärtung von Wasser.

#### Die 1960er Jahre
Nach dem plötzlichen Tod von Alfred Kretzschmar 1963 übernahm sein Sohn Wolfgang die Firma. Sein Interesse galt besonders der Entwicklung von neuen Verfahren und Technologien. Zu diesem Zeitpunkt waren etwa 200 Mitarbeiter beschäftigt und der Auftragseingang lag bei ca. 20 Mio. DM pro Jahr. Zum 40-jährigen Jubiläum 1964 wurden etwa 95 % aller Aufbereitungsanlagen für Talsperrenwasser in Deutschland von der WABAG projektiert und erstellt.

#### Die 1970er Jahre, der Beginn der Konzern-Zugehörigkeit
Anfang der 1970er war die Belegschaft in Kulmbach auf insgesamt 350 Mitarbeiter gestiegen und der Auftragseingang betrug 80 Mio. DM pro Jahr. In dieser Zeit begann der Bau von Rauchgasentschwefelungsanlagen (REA), die damals von den Energieversorgern in Deutschland errichtet werden mussten. Für die Aufbereitung der Abwässer, die in diesen Anlagen anfielen, wurden entsprechende Anlagen geliefert. Mit dem Einstieg der Deutschen Babcock im Jahre 1973 begannen die Konzern-Jahre. Diese neue Zugehörigkeit zum Babcock-Konzern wurde auch in der Presse außerhalb der Wirtschaftspresse erwähnt. Im gleichen Jahr stieg Karl-Helmut Werkmann von der Deutschen Babcock in die kaufmännische Geschäftsführung ein, um die nächsten 20 Jahre die Geschicke des Unternehmens zu lenken. Unter Werkmann wurde WABAG Hauptlieferant für Trinkwasseraufbereitungen in Algerien. Auch in die Türkei und nach Iran hat WABAG ihre Anlagen exportiert.

#### Die 1980er Jahre bis 2000
In den 1980er Jahren wurde das Unternehmen auch in Afrika, Osteuropa, Mittel- und Südamerika tätig. Im Inland waren die Jahre 1982 bis 1986 geprägt von der Installation der Abwasseraufbereitung für die Rauchgasentschwefelungsanlagen in Kraftwerken. Ferner lieferte WABAG die technischen Anlagen für Freizeitbäder, vor allem in Bayern und Baden-Württemberg. In Zusammenarbeit mit dem Kernforschungszentrum Karlsruhe wurde das CARIX-Verfahren zur Reduzierung von Härte, Sulfat und Nitrat im Wasser entwickelt. Im Rahmen der Lizenz für dieses Verfahren wurde 1985 von der WABAG für den „Zweckverband WVG Mühlbach“ die erste Teilentsalzungsanlage für Trinkwasser erstellt. Weitere Neuerungen dieser Zeit waren das Kombiblock-Verfahren für die Schwimmbadwasseraufbereitung mit Ozon. Es wurde mit der Herstellung von Umkehrosmoseanlagen zur Erzeugung von hochreinem Wasser für die Mikroelektronikindustrie begonnen.
Nach der Wiedervereinigung Deutschlands war die Modernisierung besonders der kommunalen Trink- und Abwasseranlagen im Gebiet der ehemaligen DDR erforderlich und es gab entsprechend viele Projekte. Dies führte 1992 zur Gründung der Tochterfirma „Wabag Leipzig GmbH“. Für das Geschäft im Ausland folgten Niederlassungen in Salzburg 1993, in Brünn 1994 und 1995 Aufbau einer Präsenz in Indien zusammen mit der dortigen Balcke-Dürr and Water Technologies Ltd. Ebenfalls 1995 folgte der Erwerb der britischen „Water Engineering Ltd.“ und der Firma „STEP“ in Belgien einschließlich deren Niederlassung in Tunesien.
1999 erfolgte der Zusammenschluss der Babcock-Gruppe mit dem österreichischen VA TECHNOLOGIE-Konzern. Die Wabag wurde als „VA TECH WABAG GmbH“ eine Tochterfirma dieses neuen Technologie-Konzerns.

#### Nach 2000
2002 betrug der Umsatz der VA TECH WABAG GmbH 275 Mio. € und verringerte sich 2003 auf 205 Mio. € bei gleichzeitig hohen operativen Verlusten. Im Jahre 2004 wurde vom VA Tech Konzern, seit 1999 alleiniger Eigentümer von WABAG, die Standorte in Deutschland und Frankreich an die Veolia veräußert und behielt aber sowohl die österreichische VA TECH WABAG GmbH sowie die weiteren ausländischen Tochterfirmen, die weiterhin unter dem Namenszusatz WABAG firmierten.
2005 wurde die VA Technologie mit dem Siemenskonzern verschmolzen. Im gleichen Jahr folgte unter Siemens der Zusammenschluss der VA Tech WABAG Ltd. in Indien mit der „ICIC-Venture“ der indischen ICIC-Bank. 2007 verkaufte Siemens ihre Anteile an der VA Tech WABAG Ltd. an die indische ICICI Bank. Nach der Änderung der VA TECH India Ltd. zu einer Aktiengesellschaft 2010 werden seitdem die Aktien dieser Muttergesellschaft an der indischen Wertpapierbörse gehandelt.

### Aktuelle VA TECH WABAG GmbH
Muttergesellschaft der aktuellen VA TECH WABAG Gruppe ist wie bereits angeführt die Aktiengesellschaft „VA TECH WABAG Ltd.“ in Chennai, Indien. Diese besitzt weltweit Tochterunternehmen zu der auch die „VA TECH WABAG GmbH“ in Wien, Österreich gehört. Von den nachfolgend angeführten weiteren Tochterfirmen war die in Tunesien bereits von der Wabag übernommen worden und verblieb bei der VA Tech Gruppe. In Europa bestehen Tochterfirmen in Rumänien, in der Schweiz, in Spanien und der Tschechischen Republik. Die außerhalb Europa bestehenden Tochterfirmen sind in Ägypten, in Algerien, in China, in den Philippinen, in Tunesien und in der Türkei.
Ursprung der VA Tech war die Firma „Julius Overhoff GmbH“, die 1868 in Wien, Österreich gegründet wurde. Die Weiterentwicklung dieser kleinen Firma führte zur Übernahme 1987 durch die „Simmering Graz Pauker AG (SGP)“. Unter der SGP resp. SGP-VA (1989) resp. Austrian Energy & Environment (AE&E, 1996) folgten die weiteren Übernahmen von der Umweltsparte der „Waagner Biro AG“ 1992, sowie der Umweltaktivitäten der „Sulzer Chemtech AG“ 1996 und die Übernahme der Firma Tetra Industrietechnik, die auf Entsalzung spezialisiert war. Weiterhin wurde 1997 die Übernahme von der Sparte RO-Entsalzungsanlagen der „Elin Energieversorgung“ sowie der Erwerb der Mehrheit an die „PURAQUA“ 1997 durchgeführt. Im Jahr 1999 schließlich übernimmt die „VA Technologie AG“ die WABAG Gruppe von der Deutschen Babcock AG. Die Wassertechnik-Sparte der AE&E resp. der VA Technologie AG und WABAG als die Wassertechniksparte der Deutschen Babcock AG bilden die Firma VA TECH WABAG GmbH, eine 100%ige Tochter der VA Technologie AG. Der weitere Werdegang führte dann zur „VA TECH WABAG Ltd.“ in Chennai, zu der inzwischen die VA TECH WABAG GmbH, Wien-Österreich, als Tochterfirma gehört.